# 832 Luisa

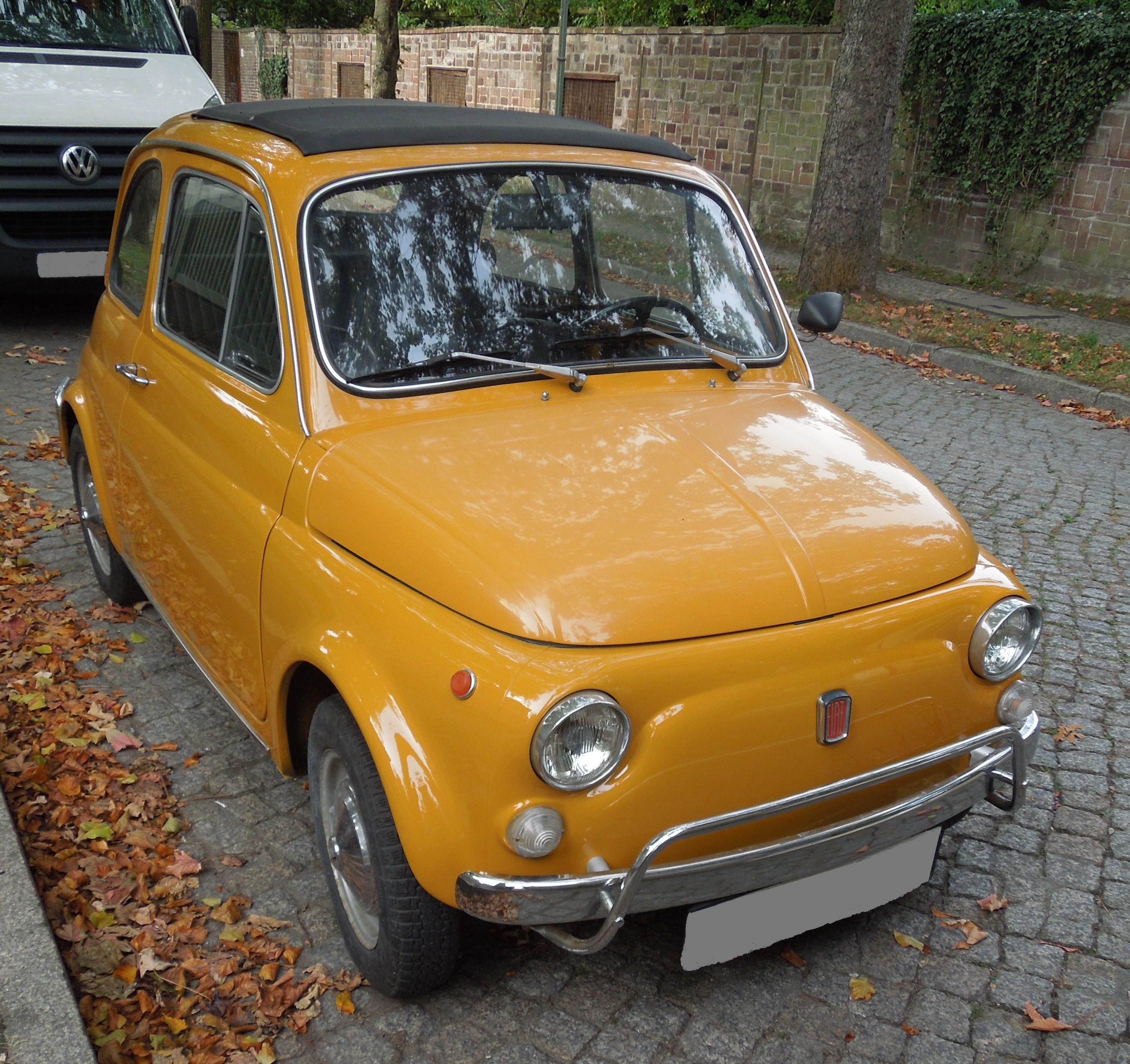
La Fiat 500, uno simbolo del boom economico.

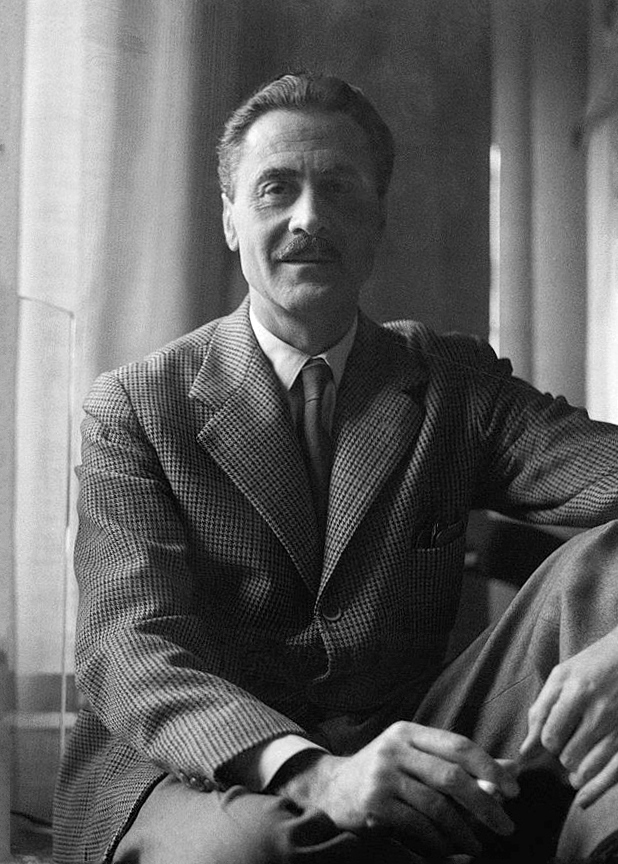
Franco Albini, ideatore della Poltroncina 832 Luisa.

La poltroncina 832 Luisa è una seduta progettata tra il 1949 e il 1955 dal designer Franco Albini e commercializzata nella sua ultima versione a partire dal 2008 dall'azienda di arredamento Cassina. Il nome "Luisa", presente solo nell'ultima versione, deriva dall'assistente del designer nonché moglie del suo collaboratore Gino Colombini. Tale progetto valse al creatore il Premio Compasso d'oro ADI 1955. Esemplari della sedia si trovano attualmente esposti presso la Fondazione Franco Albini, un museo di architettura e design ricavato all'interno dello studio del designer, presso il MOMA di New York e presso il Museo della Triennale di Milano.

## Edizioni
832 Luisa è frutto di un percorso progettuale mediante il quale, di volta in volta, sono stati apportati miglioramenti tecnici e di affinamento. Le prime ricerche su questo tema hanno avuto inizio intorno alla fine degli anni 30. Le edizioni sono cinque: la prima risale al 1939. Segue la seconda edizione nel 1942, la quale venne ridisegnata nel 1949. La terza e la quarta edizioni sono state prodotte da Knoll e Slica del Recco rispettivamente negli anni 1949 e 1950. Queste prime quattro sono precorritrici della versione definitiva, nonché la quinta, degli anni 1954-1955 e prodotta dalla falegnameria Poggi di Pavia. Dal 2008, sarà produzione di Cassina SpA.

## Contesto storico-culturale
Tra gli anni ‘50 e ‘60 l’Italia, paese inizialmente sottosviluppato e con un’economia prevalentemente agricola, progredì fino a diventare una potenza economica mondiale. Ciò fu reso possibile dalla crescita del commercio internazionale, dalla disponibilità di nuove fonti di energia e dalla conversione dell’industria dell’acciaio: contemporaneamente alla fine del tradizionale protezionismo furono infatti scoperti giacimenti di metano e idrocarburi in Val Padana, i quali consentirono un incremento della produzione ed un ammodernamento del sistema produttivo italiano.
La diminuzione della disoccupazione favorì l’acquisto dei beni di consumo durevoli, come ad esempio lavatrici e frigoriferi, nonché delle automobili: le Fiat 500 e 600, simbolo della ripresa economica, furono tra le prime automobili ad essere vendute su larga scala.
Franco Albini si inserì in tale panorama sviluppando la continua ricerca di un rapporto creativo con queste nuove tecnologie: ne è un esempio l’uso del cristallo nella Radio in Cristallo Securit, con la quale anticipa di quasi mezzo secolo l’uso della trasparenza per evidenziare gli elementi interni di un oggetto, caratteristica propria della corrente stilistica high-tech degli anni Ottanta.

## Idea di progetto
L'idea del designer era quella di creare un modello ideale di seduta, identificandone gli elementi essenziali e i possibili utilizzi all’interno della casa.
Frutto di una lunga ricerca dettata dalla necessità di arrivare alla "sostanza della forma" e alla possibilità della produzione in serie , la poltroncina 832 Luisa è diventata un oggetto senza tempo fatto di tecnica e materia pura.
L'ultima versione dimostra come l'idea iniziale sia stata concretizzata: seduta e schienale sono costituiti da due piani geometrici sospesi su una sottile struttura in legno con fianchi a cavalletto.

## Descrizione

### Caratteristiche tecniche

#### Materiali
La struttura portante può essere realizzata in tre varianti di legno diverse: Frassino Naturale, Frassino tinto nero e Noce Canaletto. Il sedile e lo schienale presentano invece una struttura interna in acciaio dotata di cinghie elastiche. L’imbottitura della struttura è realizzata in poliuretano espanso schiumato a freddo rivestito in tessuto o pelle.

#### Dimensioni
|                   |        |
| Larghezza totale  | 560 mm |
| Profondità totale | 550 mm |
| Altezza totale    | 770 mm |
| Altezza sedile    | 430 mm |
| Altezza braccioli | 620 mm |

### Caratteristiche plastiche
La principale caratteristica è l'opposizione tra seduta e struttura: i materiali di costruzione, la differenza cromatica ed il distacco tra seduta e schienale ne accentuano il carattere dualistico.

#### Uso dei volumi
La geometria dei volumi, oltre ad avere un'impronta ergonomica prettamente funzionale, è composta da solidi regolari che le conferiscono un carattere rigido e rettilineo. I piani di seduta e schienale sono un chiaro riferimento agli elementi di una sedia archetipizzata, in cui essi assumono il massimo rilievo. La struttura lignea ha invece un carattere ambivalente: nella parte superiore assume, al contrario dei piani, un valore secondario di assistenza e supporto degli altri elementi. Nella parte inferiore acquisisce invece una propria importanza, andando a definirsi in quanto gambe della poltroncina. L'ingrossamento della struttura nei punti di giunzione e contatto col terreno sottolinea  sia la natura di composizione organica dell'oggetto che la maestria di Cassina nei processi produttivi del legno.

#### Uso dei colori
La caratteristica cromatica più evidente della Poltroncina 832 Luisa è la dicromia: per i piani di seduta e schienale è disponibile un'ampia gamma di colorazioni del tessuto o della pelle, che va dalle più sobrie tonalità di grigio e marrone ai più sgargianti toni come il rosso, l'arancione ed il verde mela. La struttura, disponibile nelle tre varianti di Frassino Naturale, Frassino tinto nero o Noce Canaletto, non è verniciata. Le venature del legno a vista assumono infatti il ruolo di evidenziare il particolare incastro a coda di rondine tra braccioli e gambe anteriori. A sottolineare ulteriormente la dicromia della sedia c'è l'opposizione tra la finitura lucida del legno e l'opacità del tessuto o della pelle.

#### Uso delle linee
La seduta risulta lineare e statica nella sua planarità. La struttura, al contrario, si presenta generalmente spezzata e dinamica. L'unica eccezione è visibile nei dettagli negli estremi dei braccioli e negli appoggi posteriori, i quali vanno ad addolcire visivamente gli spigoli estremamente rigidi e rettilinei. La geometria marcatamente rettilinea delle gambe e l'orientamento planare dello schienale accentuano la verticalità della struttura.

## Grado di codifica e innovazione
Data la sua chiarezza, semplicità e concisione estetica di design si può attribuire alla seduta Luisa un processo di ipocodifica: come spiegato da Umberto Eco in "Trattato di semiotica generale" l'ipocodifica è un processo mediante il quale l'utente, in assenza di regole conosciute, attribuisce all'oggetto una funzione supposta. L'oggetto è inoltre un tentativo di sintesi tra tradizione ed innovazione: l'aspetto tradizionale è riscontrabile sia nei materiali che nella scelta di evidenziare la seduta e lo schienale come elementi fondamentali dell'oggetto, rendendoli  due piani svincolati dal resto. L'innovazione dell'oggetto è da ricercarsi invece nella modellazione del sostegno e nell’analisi strutturale dello scheletro. Il progetto si fonda infine sul principio di produzione secondo il quale le parti, realizzate con materiali e tecniche differenti, sono fabbricate separatamente e riunite solo nella fase di montaggio finale: sono quindi le connessioni a costituire l’elemento fondamentale di questo progetto.

## Figuratività
Le linee pulite ed essenziali della seduta, e la totale assenza di elementi figurativi, permettono di affermare la totale aderenza dell’oggetto ad una corrente astratta e non stilizzata o iconica.

## Valorizzazione

Quadrato Semiotico.

A seguito del metodo di valutazione del semiologo Jean-Marie Floch, utilizzato nei suoi quadrati semiotici, la poltroncina 832 Luisa è riconducibile ad una valorizzazione di tipo pragmatico, esistenziale e ludico. Per quanto riguarda i valori pragmatici, la modalità di utilizzo della seduta è facilmente intuibile. Il metodo di produzione permette all’utente di interfacciarsi con tutta la serie di innovazioni industriali e l’avvento di rivoluzionarie tecnologie degli anni ‘50 e ‘60, riportando ai valori esistenziali. Infine, riferendosi ai valori ludici, la bicromia e la vivacità dei colori la rende adeguata a più contesti.

## Curiosità
La Poltroncina 832 Luisa di Franco Albini fa parte della collezione "I Maestri" di Cassina, la quale comprende le opere più importanti e considerevoli del Movimento Moderno e del Design Contemporaneo. A partire dal 1965 in poi l'azienda italiana inizia, dopo averne acquisito i diritti esclusivi, a riprodurre oggetti di Le Corbusier, Pierre Jeanneret, Charlotte Perriand, Gerrit Thomas Rietveld, Charles Rennie Mackintosh, Erik Gunnar Asplund, Frank Lloyd Wright, Franco Albini e Marco Zanuso. La collezione, i cui pezzi sono strettamente fedeli agli originali, si propone come un album di valori, codici e progettualità in grado di orientare ed inspirare il design e l'architettura odierni.